# Улица Валликраави
ниц
Улица Валликраави (эст. Vallikraavi tänav — улица Земляного рва) — улица Тарту, от улицы Кюйни до улицы Юлиуса Куперьянова, проходит у подножия Домской горки, одна из границ исторической части города.

## Достопримечательности

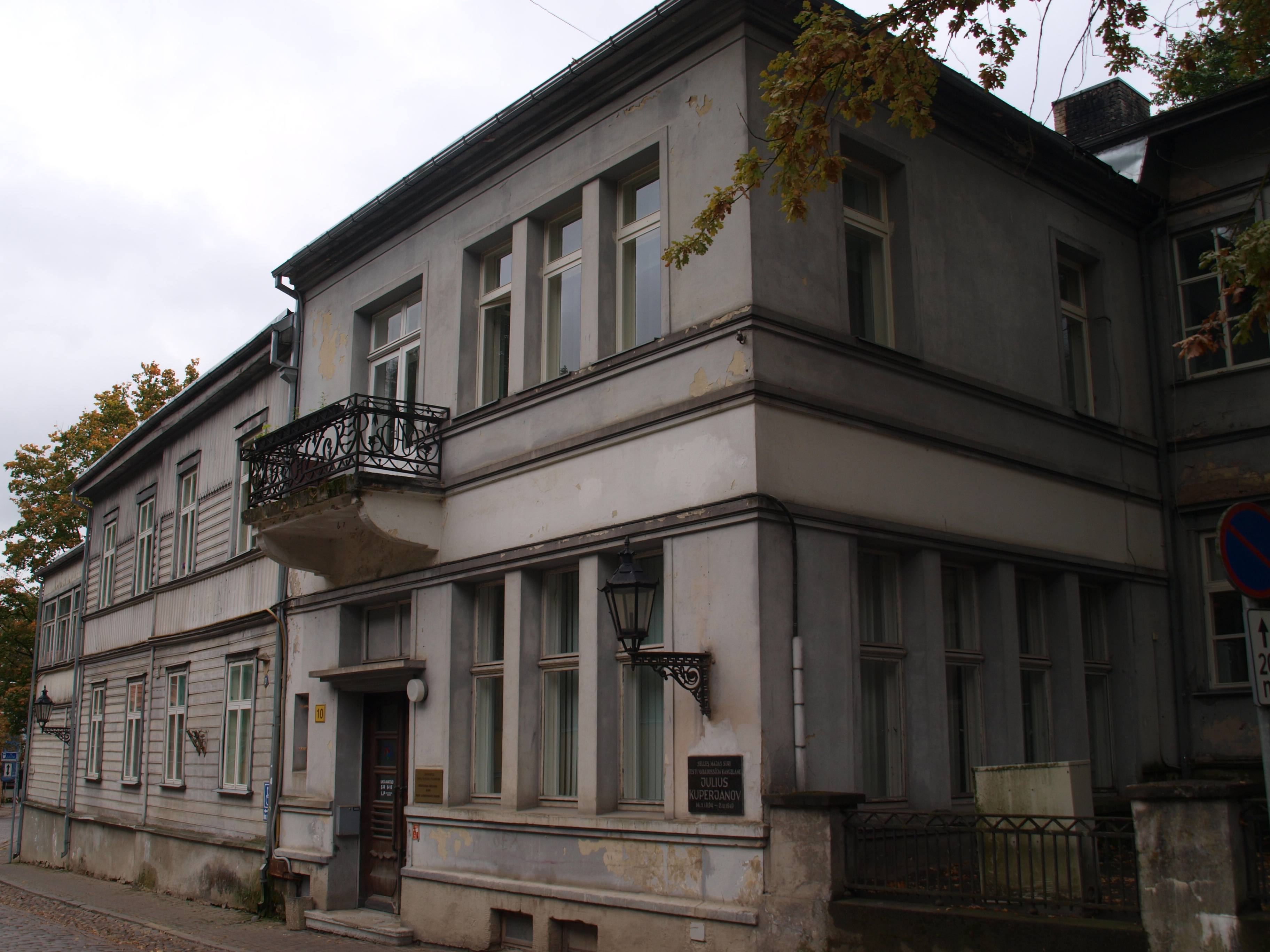
д. 10

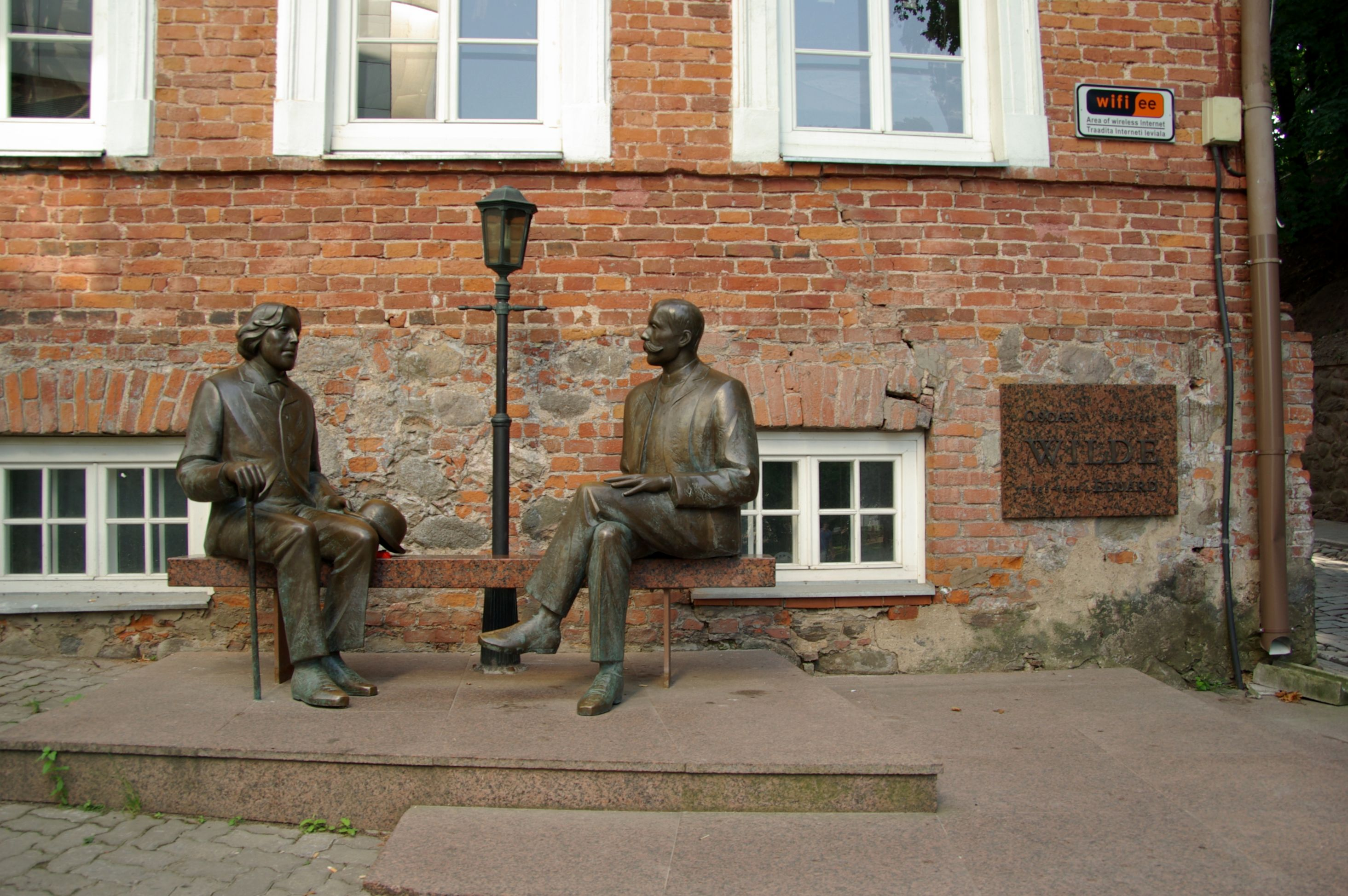
Памятник Оскару Уайльду и Эдуарду Вильде

д. 4 — Тартуская типография Маттизена
д. 10 — памятник архитектуры, в частной клинике, располагавшейся в этом доме, 2 февраля 1919 года умер смертельно раненый в бою герой эстонской национально-освободительной войны Юлиус Куперьянов (мемориальная доска)
д. 23 — гостиница «Park Hotell». 1964 году здесь останавливался президент Финляндии Урхо Калева Кекконен
Памятник Оскару Уайльду и Эдуарду Вильде (Скульптура «Два Вильде», 1999, скульптор Тийу Кирсипуу)